# ネウリン・テギン
ネウリン・テギン（紐林的斤/Neülin tigin、生没年不詳）は、13世紀末から14世紀初頭にかけて活躍したモンゴル帝国領ウイグル王国の王（イディクート）。

## 生涯
ネウリン・テギンはモンゴル帝国に初めて臣従したバルチュク・アルト・テギンの五世孫に当たり、コチカル・テギンの息子として生まれた。コチカルの治世において、中央アジアではクビライのカアン即位に反発する勢力によって「カイドゥの乱」が引き起こされ、両勢力の中間に位置するウイグル王国は戦火に晒された。コチカル・テギンは幾度もカイドゥ軍の攻撃を受けて首都のビシュバリクを放棄せざるを得なくなり、遂にはカイドゥ軍との戦いの中で戦死した。
父の戦死によってネウリン・テギンは若くしてウイグル王国の君主（イディクート）となったが、この苦境に屈せずクビライにカイドゥ軍と戦って父の仇を討つための援軍を要請した。これを聞いたクビライはネウリン・テギンの心意気を称えて巨万の金幣を賜り、また第2代皇帝オゴデイの孫娘ブルガンを公主として与えた。後にブルガンが早世すると、その妹のバブシャを改めて公主として与えられた。
本領を失ったネウリン・テギンは現甘粛の永昌路に居住しており、西方のカイドゥ・ウルスとの戦いを希望していたが、1286年（至元23年）には南方のチベット方面で陣骨族による叛乱が起こった。そのため、ネウリン・テギンは命を受けてチベット方面に駐屯し、現地の民に頼りにされたという。一方、カイドゥ・ウルスは皇族のカイシャンを中心とする軍団の攻撃によって解体し、そのカイシャンが即位する（武宗クルク・カアン）と、ネウリン・テギンは召還されて改めてイディクートとしての地位を承認され、金印を与えられた。
その後、その弟のアユルバルワダ（仁宗ブヤント・カアン）が即位すると、ウイグル王家のかつての首都の名前に因む高昌王位を授けられ、またバブシャ公主が亡くなったため安西王マンガラの娘が新たに公主として与えられた。その後間もなく、ネウリン・テギンは1318年（延祐5年）に亡くなった。ネウリン・テギンにはバブシャから生まれたテムル・ブカ、ジャンギという息子がおり、その内テムル・ブカが跡を継いだ。

## 天山ウイグル王家
- ヨスン・テムル（Üsen temür ＞月仙帖木児/yuèxiān tièmùér）
  - バルチュク・アルト・テギン（Barǰuq art tigin ＞巴而朮阿而忒的斤/bāérzhú āértè dejīn,بارجق/bārjūq）
    - キシュマイン（Kišmain ＞کیشماین/kīshmāīn）
    - サランディ・テギン（Salandi tigin ＞سالندی/sālandī）
    - オグルンチ・テギン（Ögrünč tigin ＞玉古倫赤的斤/yùgǔlúnchì dejīn,اوکنج/ūknchī）
      - マムラク・テギン（Mamuraq tigin ＞馬木剌的斤/mǎmùlà dejīn）
        - コチカル・テギン（Qočqar tigin ＞火赤哈児的斤/huǒchìhāér dejīn）
          - ネウリン・テギン（Neülin tigin ＞紐林的斤/niǔlín dejīn）
            - テムル・ブカ（Temür buqa ＞帖木児不花/tièmùér bùhuā）
              - ブダシリ（Budaširi ＞不答失里/bùdáshīlǐ）
                - コシャン（Qošang ＞和賞/héshǎng）

            - センキ・テギン（Sengki tigin ＞籛吉/jiānjí）
            - タイピヌ・テギン（Taypinu tigin ＞太平奴/tàipíngnú）
            - ？オルク・テムル（Ürük temür ＞月魯帖木児/yuèlǔ tièmùér）
              - サンガ（Sangga ＞桑哥/sānggē）

          - キプチャクタイ（Qipčaqtai ＞欽察台/qīnchátái）
          - イル・イグミシュ・ベキ（Il yïγmïš begi ＞也立亦黒迷失別吉/yělì yìhēimíshī biéjí）
          - ソソク・テギン（Sösök tigin ＞雪雪的斤/xuěxuě dejīn）
            - ドルジ・テギン（Dorǰi tigin ＞朶児的斤/duǒér dejīn）
              - バヤン・ブカ・テギン（Bayan buqa tigin ＞伯顔不花的斤/bǎiyán bùhuā dejīn）